# Gualtiero il Cancelliere

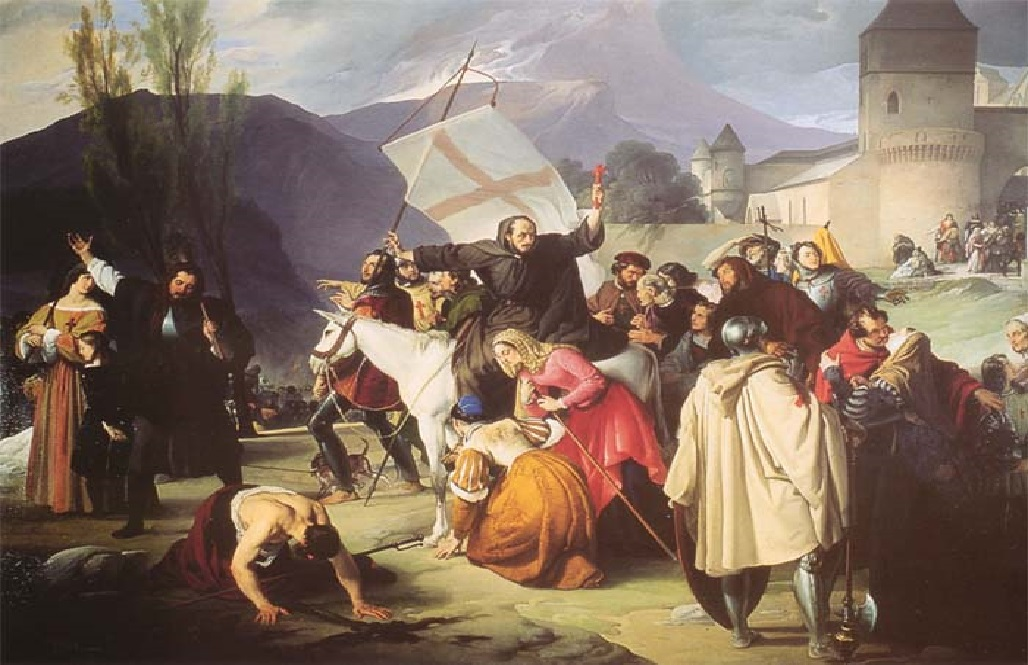
Prima crociata

Gualtiero il Cancelliere (Galterius Cancellarius è la forma latinizzata del suo nome francese Gautier) fu un crociato francese o normanno del XII secolo.

## Biografia
Egli fu cancelliere del Principato di Antiochia e scrisse i "Bella Antiochena", una storia del Principato di Antiochia dal 1114 al 1122, riguardante soprattutto il periodo della reggenza di Ruggero di Salerno.
Egli fu certamente presente alla Battaglia dell'Ager Sanguinis del 1119, nella quale Ruggero fu sconfitto ed ucciso da Ilghazi, Galterius fu probabilmente imprigionato per un breve periodo ad Aleppo. 
Di lui non si conosce nient'altro. Anche il suo luogo d'origine è incerto. 
Alcuni autori sostengono, sulla base di gallicismi presenti nel suo latino, che sia di origine francese, mentre altri sottolineano il fatto che egli faceva parte dell'entourage, e scrive una storia, del normanno Ruggero di Salerno. 
Il testo non fornisce alcuna indicazione.

## IBella Antiochena
I Bella Antiochena (Le guerre di Antiochia) furono scritti in due parti, la prima è antecedente all'Ager Sanguinis del 1119, mentre la seconda fu composta probabilmente attorno al 1122 o, in più fasi, dal 1119 al 1122.
È una narrazione che descrive in notevole dettaglio gli eventi nel Principato di Antiochia, in particolare le due grandi offensive dei musulmani contro il principato latino: quella del 1115 quando un esercito musulmano da Baghdad invase la Siria settentrionale e fu sconfitto a Tall Danith dal principe Ruggero e dall'esercito antiocheno; e quella del 1119, quando le forze della vicina Aleppo comandate da Il-Ghazi attaccarono la frontiera orientale del principato e inflissero una sonora sconfitta ai Latini nella battaglia dell'Ager Sanguinis. Il Patriarca Bernardo prese il comando ad Antiochia fino a quando il re Baldovino II di Gerusalemme arrivò nel nord della Siria e alla seconda battaglia di Tall Danith, neutralizzò la minaccia rappresentata da Il-Ghazi. 
Galterius ha registrato anche le conseguenze dell'Ager Sanguinis, in maniera particolareggiata, fino al 1122.
Galterius è stato utilizzato come fonte, nel tardo XII secolo, da Guglielmo di Tiro. 

### Edizioni a stampa
- Bella antiochena, in Patrologia Latina, t. 155, cc. 996-1038, Paris 1853
- Galterii cancellarii antiocheni Bella antiochena, in Recueil des historiens des croisades, Historiens Occidentaux, V, Paris 1895
- Galterii Cancellarii Bella Antiochena, mit Erläuterungen und einem Anhange herausgegeben von Heinrich Hagenmeyer, Innsbruck 1896
- Walter the Chancellor's "Antiochene Wars" (Crusade Texts in Translation) by Thomas S. Asbridge and Susan B. Edgington, Ashgate 1999